# Авансований капітал
Авансований капітал — кошти, вкладені у підприємство для одержання прибутку.
Будь-який виробничий процес починається з авансування певних грошових коштів на придбання факторів виробництва.

## Особливості
Частину капіталу витрачають на придбання засобів виробництва, вона становить постійний капітал, іншу частину направляють на оплату робочої сили — це змінний капітал. 
Різні частини авансованого капіталу мають різний характер обороту, і тому його поділяють ще на основний капітал — ту частину, яка переносить свою вартість на знову створений товар частинами, і оборотний капітал — ту частину, яка переносить свою вартість повністю. 
В процесі свого руху капітал змінює грошову форму на товарну і товарну знову на грошову за формулою: Г → Т → Г*, де Г — гроші, Т — товар, Г* — авансована сума, збільшена на додаткову вартість. 
Капітал як вартість авансують не заради одноразового прибутку. Його рух постійно поновлюється та дає нові прибутки.
Загальну вартість авансованого капіталу можна виразити формулою: К = С + V, де перше — постінний, а друге — змінний капітал. Її запропонував К. Маркс, за її допомогою, виходячи з трудової теорії вартості, він розкрив суть капіталістичної експлуатації та обґрунтував теорію додаткової вартості. Поділ капіталу на постійний і змінний дає можливість з'ясувати, що перший виступає лише передумовою для створення й збільшення вартості.
Рух капіталу з моменту його авансування до повного повернення підприємцю авансованої вартості — оборот капіталу, швидкість якого вимірюється кількістю оборотів, що здійснює капітал за рік.
В умовах комерційного розрахунку кругообіг ресурсів товаровиробника передбачає їх зростання. Початкове авансована грошова сума збільшується. В протилежному випадку, авансування коштів, виробництво та реалізація товару позбавлені сенсу.
Після реалізації виробленого товару чи послуги додатковий продукт набуває грошової форми у вигляді надлишку над валовими витратами. Тому прибуток розглядається підприємцем як результат функціонування всього авансового капіталу, тобто породження останнього.